# Nikolai Hopland
Nikolai Hopland, né le 24 juillet 2004 à Ålesund en Norvège, est un footballeur norvégien qui joue au poste de défenseur central au SC Heerenveen.

## Biographie

### En club
Né en Norvège, Nikolai Hopland est formé par le Aalesunds FK. Il signe son premier contrat professionnel à l'âge de 16 ans, le 3 mai 2021, au lendemain de ses débuts avec l'équipe première lors d'un match amical contre le Kristiansund BK. Il est alors lié au club jusqu'au 31 juillet 2023.
Il joue son premier match officiel en professionnel le 15 mai 2021, lors de la première journée de la saison 2021 de deuxième division norvégienne face au Bryne FK. Il est titularisé et son équipe l'emporte par deux buts à un.
Hopland fait sa première apparition dans l'Eliteserien, l'élite du football norvégien, le 23 avril 2022, contre l'Odds BK. Il entre en jeu à la place d'Alexander Juel Andersen et son équipe s'impose (2-3 score final).
Le 11 mai 2022 il est prêté au Kristiansund BK jusqu'à la fin du mois. Il est rappelé de son prêt dès le 23 mai 2022 après avoir joué seulement trois matchs avec Kristiansund.

### En sélection
Nikolai Hopland représente l'équipe de Norvège des moins de 17 ans. Il joue deux matchs avec cette sélection, dont un en tant que capitaine contre la Belgique, contre laquelle la Norvège s'impose aux tirs au but,.
Nikolai Hopland est retenu avec l'équipe de Norvège des moins de 19 ans pour participer au Championnat d'Europe des moins de 19 ans en 2023. Il est titulaire tout au long de cette compétition, jouant quatre matchs dans leur intégralité. Il participe ainsi à la qualification historique de son équipe pour les demi-finale, après son match nul contre l'Espagne (0-0). La demi-finale, disputée face au Portugal est toutefois difficile pour les Norvégiens, qui s'inclinent lourdement (5-0 score final),.